# Lac Tohopekaliga
Le lac Tohopekaliga est un lac des États-Unis situé dans le comté d'Osceola, en Floride.